# Centaurea sakarensis
Centaurea sakarensis — вид квіткових рослин родини айстрових (Asteraceae). Ареал: Болгарія.

## Екологія
Належить до C. sect. Acrolophus. Росте на відкритих кам'янистих вапняних місцях, на висоті 475 м над рівнем моря, і повинен бути класифікований як " під критичною загрозою зникнення.

## Морфологічна характеристика
Багаторічна рослина. Листки сіро запушені, з 2–4 парами лінійних до 1 мм ушир сегментами. Придатки філяріїв вузько-трикутні, 2–2.5 мм завдовжки й 0.8 мм ушир при основі, коричневі, без війок. Квіточки від білих до блідо-рожевих. Пилякова трубка темно-фіолетова. Папус 0.5–1 мм завдовжки.